# 갑신일록
《갑신일록》(甲申日錄)은 1884년(고종 21년) 갑신정변 때의 일을 김옥균이 기록한 일기이다.

## 내용
《갑신일록》에 수록된 일기는 1884년 10월 30일에 일본공사 다케조에(竹添進一郎)가 조선에 귀임한 후 그를 만나는 데에서부터 시작하여 정변이 3일천하로 실패하고 정변에 참가한 사람들이 서울을 탈출한 1884년 12월 6일까지의 38일 동안의 혁명의 모의, 인적 구성, 진행, 정책, 그리고 실패의 과정을 기록하고 있다.
저자 자신이 1881년(고종 18년) 음력 12월에 국내외의 정세를 통찰하던 기사와, 임오군란 및 그 영향 등을 썼고, 갑신년(1884년) 음력 10월 30일 우정국 낙성식으로부터 정변의 시작·경과 등 음력 12월 6일까지의 기사를 상세히 기술하였으며, 필사본으로 된 것을 한장(漢裝)하여 서울대학교 도서관에 비장하고 있다.

## 진위 논란
2006년 11월 12일, 강범석 일본 히로시마 시립 대학 명예 교수는 다음과 같은 점을 근거로 하여 《갑신일록》이 김옥균의 일기가 아닌 일본인이 쓴 위작이라는 연구 결과를 발표해 논란을 일으켰다.
- 일본식 한문체로 쓰여졌다.
- 일본 공사가 한성에 부임하기 이전의 기록이 그 이후에 비해 빈약하다.
- 김옥균은 《갑신일록》에 대해 언급한 적이 없다.
- 우정총국 축하연에 참석한 서광범이 좌석도에 그려져 있지 않다.
- 고종황제의 '日使來衛(일본공사는 와서 호위하라)'는 발언이 일본식 번역을 거쳐 '日本公使來護朕 (일본공사는 와서 짐을 지켜라)'로 바뀌어 기술되었다.
- 갑신정변 이후 일본으로 망명한 김옥균의 진술을 일본인이 기록한 《조선갑신일기》라는 책이 있었고, 이를 참고로 하여 후쿠자와 유키치가 저술한 《메이지 17년 조선 경성변란의 시말》이 《갑신일록》의 내용과 문체, 기술 방식 등에서 일치한다.

현재 대한민국 사학계는 이 주장을 아직 정설로 인정하지 않았다.
하지만 이 일기는 지은이가 사건이 지난 지 1년 후에 자신의 기억에 의하여 집필한 것인데다, 음력과 양력의 혼용으로 날짜에 있어서 다소 착오가 보이는 관계로, 사료로서의 취약점을 지니고 있지만 《갑신일록》은 갑신정변과 김옥균의 생애를 이해하는 데 있어 필수적인 일차사료로 인정되고 있다.

## 같이 보기
- 갑신정변
- 김옥균